# 房须
房须（？—？），一作顷，又作项，东清河郡绎幕县（今山东省淄博市博山区）人，祖籍清河郡东武城县（今河北省衡水市故城县），北魏民变领袖。

## 生平
孝昌三年三月辛未（527年4月24日），齐州广川郡百姓刘钧捉住清河郡太守邵怀，聚集部众反叛北魏，自行任命为大行台，清河郡百姓房须自行任命为大都督，占据昌国城，之后刘钧和房须攻克攻克郡县，屡次击败齐州官军。齐州刺史元欣想逼迫正在为父亲守丧的房士达担任将领，房士达以礼节坚决推辞。元欣于是命令房士达的朋友冯元兴对房士达说：“如今全州境的人都跟从逆贼，贼人兴盛起来，如果他们攻陷州城，你家难道能独自保全？既然穷困到如此地步，怎么能顾及礼教呢？”房士达不得已应招，率领外城的州民两千多人东西讨伐，青州刺史彭城王元劭也派彭城王司马鹿悆都督青州军队前往讨伐，双方在商山交战，北魏军队屡次取胜，刘钧和房须最终被全部击败平定。